# Список млекопитающих, занесённых в Красную книгу Украины
Млекопитающие, занесённые в Красную книгу Украины, — список из 68 видов редких и находящихся под угрозой исчезновения млекопитающих, включённых в последнее издание Красной книги Украины (2009).
По сравнению с предыдущим изданием (1994), в издание 2009 года были включены новые 29 видов. Два вида были исключены из Красной книги (барсук и водяная полёвка Шермана), так как их популяции были восстановлены до безопасного уровня. В таблице также приведён охранный статус видов согласно Красной книге Украины.
Отдельным цветом выделены:
 Новые виды, включённые в издание 2009 года.
| Иллюстрация                               | Название                                           | Статус и численность на территории Украины | Охранный статус в Красной книге Украины | Примечания |
| ----------------------------------------- | -------------------------------------------------- | --- | --------------------------------------- | ---------- |
| Отряд Грызуны (Rodentia)                  |                                                    | |                                         |            |
|                                           | Белозубый слепыш (Nannospalax leucodon)            | На Украине вид обитает в северо-западном Причерноморье (Одесская область), северной Буковине (междуречье Днестра и Прута). Вид с общей тенденцией к снижению численности. В последние десятилетия на Украине есть определённая тенденция к стабилизации, а в отдельных местах даже к росту. В 1980-х годах был относительно малочисленным видом (плотность от 0,2 особи на 1 га в агроценозах до 3-х на целинных участках). | Недостаточно известен                   | [ 3 ]      |
|                                           | Большой тушканчик (Allactaga jaculus)              | На Украине обитает в Киевской, Полтавской, Сумской, Черкасской, Черниговской, Харьковской и во всех степных областях, кроме Одесской. Места обитания: открытые ландшафты с разреженным травостоем, залежи, луга, сухие берега различных водоёмов. На Украине проживает несколько тысяч особей. На полуострове Ягорлыцкий Кут (Чёрное море). Численность составляет около 300, в Черноморском заповеднике около 5 тыс. особей. Больше всего животных обитает в Крыму, где известно более 40 мест сосредоточения.                                     | Редкий                                  | [ 4 ]      |
| Фотография буковинского слепыша           | Буковинский слепыш (Spalax graecus)                | Эндемик восточного Предкарпатья. Водится на территории Черновицкой области. На Украине численность стабильна. На конец 1980-х годов украинская популяция составляла около 1,5 тыс. особей. Плотность в местах обитания составляла 0,2-0,4, очень редко — 4-10 особей на 1 га. Демографические показатели современных популяций неизвестны. Общая тенденция изменения численности не известна. | Недостаточно известен                   | [ 5 ]      |
|                                           | Европейский суслик (Spermophilus citellus)         | На Украине в средине 1970-х годов вид встречался в Закарпатской, Черновицкой, Хмельницкой и Винницкой областях. В 1950-х годах численность вида в междуречье Днестр — Прут была достаточно высокой (на 1 га приходилось 30-35 нор), однако уже в 1980-х годах на этой территории на 1 га находили 1 — 2 норы. За последние 20 лет достоверные сведения, подтверждающие существование вида на Украине, отсутствуют. | Исчезнувший                             | [ 6 ]      |
|                                           | Крапчатый суслик (Spermophilus suslicus)           | На Украине был распространён почти по всей левобережной лесостепи. В последние десятилетия установлены лишь отдельные колонии в Харьковской и Луганской областях. На Украине численность вида упала в тысячи раз. К началу XXI века осталось не более тысячи взрослых особей, рассеянных по нескольким колониям. | Исчезающий                              | [ 7 ]      |
|                                           | Лесная мышовка (Sicista betulina)                  | На Украине — лесная и лесостепная зоны, Карпаты; южная граница распространения требует уточнения. | Редкий                                  | [ 8 ]      |
| Фотография мышовки Штранда                | Мышовка Штранда (Sicista strandi)                  | Достоверно на Украине встречалась только на Луганщине, преимущественно в заповедных участках Стрельцовской и Провальской степей. Численность крайне низкая. | Уязвимый                                | [ 9 ]      |
|                                           | Обыкновенная слепушонка (Ellobius talpinus)        | Относительно крупные популяции сохранились в степном Крыму и в районе Северского Донца. Общая численность на Украине не более 2 — 3 тыс. особей. На протяжении последних десятилетий происходит существенное сокращение ареала и численности вида. | Исчезающий                              | [ 10 ]     |
|                                           | Обыкновенный емуранчик (Scirtopoda telum)          | На Украине распространение ограничено аренами Нижнего Днепра (Херсонская область, часть Николаевской области на Кинбурнском полуострове). Численность имеет тенденцию к уменьшению. На участках Черноморского заповедника до 3 тыс. особей. В зависимости от биотопа плотность населения от 0,2 до 2,8 особей на 1 га. | Уязвимый                                | [ 11 ]     |
|                                           | Обыкновенный хомяк (Cricetus cricetus)             | В настоящее время в континентальной Украине встречается спорадически, на большей части Крыма обычный вид. Численность на всём пространстве ареала уменьшается. В материковой части Украины живёт не более нескольких тысяч особей, тогда как в середине XX века заготавливали около 0,5 млн шкурок в год. | Неоценённый                             | [ 12 ]     |
|                                           | Песчаный слепыш (Spalax arenarius)                 | Эндемик Нижнеднепровских арен. Численность около 100 тыс. особей, в том числе в Черноморском заповеднике 7-9 тыс. (средняя плотность составляет 0,3 особи на 1 га, в биотопах, которые слепыши предпочитают, — до 1 особи на 1 га) | Неоценённый                             | [ 13 ]     |
| Фотография подольского слепыша            | Подольский слепыш (Spalax zemni)                   | Эндемик правобережных степных и лесостепных областей, южной части лесной зоны Украины, где встречается довольно спорадически. Северная граница ареала проходит по Припяти, западная по реке Сан и Верхнему Днестру, южная — по побережью Чёрного моря, восточная — по правобережью Днепра. По оценкам, общая численность составляет около 10 тыс. взрослых особей. | Недостаточно известен                   | [ 14 ]     |
| Фотография подольского суслика            | Подольский суслик (Spermophilus odessanus)         | Раньше обычный вид правобережных степей и лесостепей Украины. Сейчас встречается в Одесской и Херсонской (Правобережье) областях, отдельные колонии есть на Волыни. Численность, вероятно, не более 10 тыс. взрослых особей. | Неоценённый                             | [ 15 ]     |
|                                           | Садовая соня (Eliomys quercinus)                   | На Украине встречалась в Черкасской, Киевской, Ровенской и Закарпатской областях. Ареал интенсивно сокращается с востока и с севера. Вид вероятнее всего сохранился на Волыни и в Центральном Полесье. Все находки известны только по давним исследованиям: до конца 1970-х годов. | Исчезающий                              | [ 16 ]     |
|                                           | Снеговая полёвка (Chionomys nivalis)               | Известные находки на Украине относятся к субальпийскому поясу в пределах высот 1300—2000 м над уровнем моря. Ареал на Украине фрагментирован на несколько участков на Черногоре и Горганах. Численность очень низкая. На территории Украины известно только несколько относительно численных поселений, расположенных преимущественно в пределах Черногоры. Численность в характерных биотопах достигает 40-60 особей на 1 га, однако доля среди мелких млекопитающих Карпат не превышает 0,1 %.                                                    | Уязвимый                                | [ 17 ]     |
|                                           | Степная мышовка (Sicista subtilis)                 | На Украине распространена от Южного Буга до Северского Донца в пределах степной и лесостепной зон, включая Крым. В междуречье Буга и Днестра вид, вероятно, исчез. Численность низкая. | Исчезающий                              | [ 18 ]     |
|                                           | Степная пеструшка (Lagurus lagurus)                | На Украине распространена на востоке от Днепра в пределах степной и лесостепной зон. Ареал интенсивно сокращается с запада; на территории Приднепровской низменности вид, вероятно, исчез. Современная численность составляет до 1 % от других видов мелких млекопитающих; в питании сов доля вида составляет 1-5 % жертв. | Исчезающий                              | [ 19 ]     |
|                                           | Татранская полёвка (Microtus tatricus)             | Населяет полосу буковых и буково-ельных лесов в пределах высот 300—1000 м. Большинство находок на Украине относится к Черногорскому массиву. Численность очень низкая, на территории Украины известно лишь около 15 находок. Доля в уловах мелких млекопитающих в типичных биотопах составляет 3-4 %, а фактическая доля в регионе не превышает 0,1 %. | Редкий                                  | [ 20 ]     |
| Фотография тёмной мышовки                 | Тёмная мышовка (Sicista severtzovi)                | На Украине достоверно известен лишь по находкам на левобережье Северского Донца. Численность очень низкая, доля вида в населении мелких млекопитающих не превышает 0,5 %, и в большинстве случаев известен лишь по единичным находкам. Общая численность не превышает 1000 экземпляров. | Уязвимый                                | [ 21 ]     |
| Фотография серого хомячка                 | Серый хомячок (Cricetulus migratorius)             | На Украине встречается в степной зоне, на севере лесостепной зоны, в Крыму. В первой половине XX века его также находили в южных районах Киевской, Сумской и Черниговской областей. Общая тенденция численности неизвестна. На Украине на всём ареале численность незначительная, только одиночные попадания в ловушки. Известно, что в 1950—1970-х годах был одним из самых многочисленных видов мышевидных грызунов восточных степей, где составлял до 40 % от добычи мелких млекопитающих, сейчас более чем в десять раз меньше.                 | Недостаточно известен                   | [ 22 ]     |
| Отряд Зайцеобразные (Lagomorpha)          |                                                    | |                                         |            |
|                                           | Заяц-беляк (Lepus timidus)                         | На Украине до последнего времени считался исчезнувшим или спорадически проникающим с территории России и Белоруссии. Сейчас достоверно отмечен в северных районах Сумской, Черниговской и Житомирской областей. Предполагается проживание в соседних районах Ровненской области. На Украине обитают несколько сотен беляков. В Полесском заповеднике и прилегающих регионах до 50 экземпляров. На Черниговщине — до 20 особей. В Деснянско-Старогутском национальном природном парке — 50-70 экземпляров, всего по Сумской области — до 150 особей. | Редкий                                  | [ 23 ]     |
| Отряд Насекомоядные (Eulipotyphla)        |                                                    | |                                         |            |
|                                           | Белобрюхая белозубка (Crocidura leucodon)          | Ещё в средине XX века была распространена по всей Украине. Сейчас встречается на юге в Херсонской области и в Крыму, а также на западе в Волынской, Львовской, Ивано-Франковской, Черновицкой и Закарпатской областях. В Крыму и Черноморском заповеднике встречается довольно часто. В западных областях в последнее время лишь единичные находки. Из других областей Украины за последние 30 лет достоверных сведений нет. | Недостаточно известен                   | [ 24 ]     |
|                                           | Альпийская бурозубка (Sorex alpinus)               | На Украине распространён в лесном и субальпийском поясах Карпат (от 400 до 2000 м над уровнем моря) в Ивано-Франковской и Закарпатской областях. Численность невысокая, но относительно стабильная. | Редкий                                  | [ 25 ]     |
|                                           | Выхухоль (Desmana moschata)                        | На Украине днепровская популяция просуществовала до начала XX века, донская — до 1960-х годов. С 1970-х годов выхухоль регулярно отмечают в верхнем течении реки Сейм (Сумская область), откуда она за счёт миграции из соседней Курской области (Россия) расселилась вниз по течению почти на 200 км. По результатам подсчёта 2000—2002 годов численность вида составляет 300—500 особей. | Исчезающий                              | [ 26 ]     |
|                                           | Малая кутора (Neomys anomalus)                     | На Украине вид распространён в лесной и лесостепной зонах Правобережья, в плавнях Днепра и Дуная, в Крымских горах; на Левобережье — спорадически в лесостепной зоне (Киевская, Луганская, Сумская, Полтавская и Харьковская области). Численность поддерживается на достаточно низком уровне. Отмечена тенденция к сокращению численности. | Редкий                                  | [ 27 ]     |
|                                           | Ушастый ёж (Hemiechinus auritus)                   | На Украине встречается в Луганской и Донецкой областях. Вероятно, численность на Украине не превышает несколько десятков особей, однако никогда не была высокой. За последние 20 лет известна только одна достоверная находка в окрестностях Луганска и по одной непроверенной находки в Луганской и Донецкой областях. | Исчезающий                              | [ 28 ]     |
| Отряд Непарнокопытные (Perissodactyla)    |                                                    | |                                         |            |
|                                           | Лошадь Пржевальского (Equus caballus przewalskii)  | Размножение в природе началось в 1998 году (зона отчуждения Чернобыльской АЭС, Киевская область). Максимальная численность популяции достигла в 2003—2004 годах — 65 особей. На январь 2009 года насчитывалось около 50 лошадей. | Исчезнувший в природе                   | [ 29 ]     |
| Отряд Китопарнокопытные (Cetartiodactyla) |                                                    | |                                         |            |
|                                           | Афалина (Tursiops truncatus)                       | На протяжении года встречается по всей акватории Чёрного моря, включая территориальные воды Украины. Летом наибольшие скопления отмечаются на границе центрального и восточного районов моря, у южного побережья Крыма. Вид в целом со стабильной численностью. Численность в территориальных водах Украины не установлена из-за недостатков методики её определения и вероятно составляет 5-10 тыс. особей. | Редкий                                  | [ 30 ]     |
|                                           | Дельфин-белобочка (Delphinus delphis)              | Встречается по всей акватории территориальных вод Украины в Чёрном море. В территориальных водах Украины популяция составляет не менее 10 тыс. особей. | Неоценённый                             | [ 31 ]     |
|                                           | Морская свинья (Phocoena phocoena)                 | Встречается по всей акватории территориальных вод Украины. Численность неизвестна. | Уязвимый                                | [ 32 ]     |
|                                           | Зубр (Bison bonasus)                               | На Украине к началу 1990-х годов содержались 10 популяций в Волынской, Киевской, Черниговской, Сумской, Львовской, Ивано-Франковской, Черновицкой и Винницкой областях. Сейчас зубр сохранился везде, кроме Черниговской области. Численность вида растёт во всех странах, кроме Украины. С 1965 по 1967 год на Украину была завезена 41 особь. Максимальная численность в 1990 году — 685 голов. К 2008 году поголовье уменьшилось более чем в три раза и сейчас составляет меньше 200 зубров.                                                     | Исчезнувший в природе                   | [ 33 ]     |
|                                           | Европейский лось (Alces alces)                     | Изначально не был внесён в третье издание Красной книги Украины, однако в декабре 2017 года отдельным приказом Минэкологии Украины европейский лось был добавлен в Перечень видов животных, занесённых в Красную книгу Украины, как уязвимый вид. Сейчас поголовье этого вида в стране насчитывает от 2 до 6 тысяч особей. | Уязвимый                                |            |
| Отряд Рукокрылые (Chiroptera)             |                                                    | |                                         |            |
|                                           | Большая ночница (Myotis myotis)                    | Основной регион распространения на Украине — Львовская, Закарпатская, Ивано-Франковская, Тернопольская, Хмельницкая и Черновицкая области. Является одной из доминант пещерных скоплений рукокрылых Подолья. | Уязвимый                                | [ 36 ]     |
|                                           | Большой подковонос (Rhinolophus ferrumequinum)     | На Украине встречается в Крыму и Закарпатье (за пределами этих регионов известна только одна регистрация). В регионах своего распространения вид является относительно обычным. Является одной из доминант пещерных скоплений рукокрылых в Крыму и Закарпатье. | Уязвимый                                | [ 37 ]     |
|                                           | Бурый ушан (Plecotus auritus)                      | На Украине распространён по всей территории, кроме степных районов, изолированно в Горном Крыму. Наиболее цельным является ареал в Полесье. Численность низкая, на Украине известно около 100—200 находок, как летних, так и зимних, которые составляют до 4 % от объёма коллекции рукокрылых, такая же доля вида в зимних скоплениях летучих мышей. Общий размер популяции — несколько десятков тысяч особей. | Уязвимый                                | [ 38 ]     |
|                                           | Водяная ночница (Myotis daubentonii)               | На Украине распространён на большей части территории за исключением Крыма и некоторых участков юга степной зоны. Обычный вид большинства регионов Украины. Является доминантой зимних скоплений рукокрылых в подземельях Полесья, лесостепи и некоторых регионов степной зоны. | Уязвимый                                | [ 39 ]     |
|                                           | Гигантская вечерница (Nyctalus lasiopterus)        | На Украине известна единственная современная находка вида на территории Чернобыльской зоны отчуждения. Численность вероятно является критически низкой. В течение 100 лет на Украине отмечено не более 30 регистраций вида с разной информативностью данных. | Исчезающий                              | [ 40 ]     |
|                                           | Двухцветный кожан (Vespertilio murinus)            | Распространён на всей территории Украины. Относительно обычный вид. | Уязвимый                                | [ 41 ]     |
|                                           | Длинноухая ночница (Myotis bechsteinii)            | На Украине распространение ограничено западными областями, Прикарпатьем и Подольем, в общем совпадает с распространением буковых лесов. Общий размер популяции можно оценить в несколько сот особей. В целом на Украине известно лишь около 20-30 находок, как в летнее, так и в зимнее время, в среднем до 1 регистрации за год исследований. В коллекциях доля среди других летучих мышей составляет всего 0,3 %. | Уязвимый                                | [ 42 ]     |
|                                           | Европейская широкоушка (Barbastella barbastellus)  | На Украине распространён на Закарпатье, правобережной части лесостепной зоны и Полесья, Горном Крыму. Численность низкая. Большинство находок представлена одиночными особями. | Исчезающий                              | [ 43 ]     |
|                                           | Кожановидный нетопырь (Hypsugo savii)              | На Украине встречается в приморской зоне главной гряды Крымских гор, на участках Кара-Даг—Судак и Ялта—Алупка. Численность крайне низкая и в абсолютных измерениях, вероятно, не превышает 1000 особей; в общей выборке коллекционных образцов летучих мышей из Крыма доля составляет до 1 %. | Редкий                                  | [ 44 ]     |
|                                           | Лесной нетопырь (Pipistrellus nathusii)            | Распространён на всей территории Украины. Обычный вид (особенно во время миграций) на Полесье, немногочисленный — в лесостепной зоне и на Закарпатье, редкий — на Подолье и в Крыму. | Неоценённый                             | [ 45 ]     |
|                                           | Малая вечерница (Nyctalus leisleri)                | Вид является редким и спорадически распространённым на большей части территории Украины. Численность низкая. На протяжении 100 лет на Украине отмечены регистрации более 500 особей (преимущественно самок). | Редкий                                  | [ 46 ]     |
|                                           | Малый нетопырь (Pipistrellus pygmaeus)             | На Украине отмечен в лесной и лесостепной зонах. Малочисленный вид на Полесье и в лесостепной зоне. Редкий — на Подолье и Закарпатье. | Неоценённый                             | [ 47 ]     |
|                                           | Малый подковонос (Rhinolophus hipposideros)        | На Украине распространён в прикарпатских областях, Подолье, Приднестровье, Крыму. Численность составляет около 2-3 тыс. особей и при оценках доли вида в отловах имеет тенденцию к возрастанию. | Уязвимый                                | [ 48 ]     |
|                                           | Нетопырь-карлик (Pipistrellus pipistrellus)        | Распространён на всей территории Украины. Обычный на Закарпатье, немногочисленный на Полесье и в лесостепной зоне, редкий на Подолье, в поясе лиственных лесов Карпат и Крыма. В степной части страны — очень редкий в выводковый период и обычный — во время миграций. | Уязвимый                                | [ 49 ]     |
|                                           | Ночница Брандта (Myotis brandtii)                  | Распространение вида на Украине остаётся слабо изученным, до сих пор известно лишь двенадцать зимних и летних местонахождений. Численность низкая. Известны находки около 130 особей. | Редкий                                  | [ 50 ]     |
|                                           | Ночница Наттерера (Myotis nattereri)               | На Украине является редким и спорадически распространённым видом, всего известно не более 50-летних и зимних местонахождений. Численность очень низкая. Известны регистрации около 170 особей. | Уязвимый                                | [ 51 ]     |
|                                           | Обыкновенный длиннокрыл (Miniopterus schreibersii) | На Украине был распространён в Крыму и на Закарпатье. Последний раз был зафиксирован: в Крыму — в 1947 году, в Закарпатской области — в 1993 году. | Исчезнувший                             | [ 52 ]     |
|                                           | Остроухая ночница (Myotis blythii)                 | На Украине распространён в Крыму, на Закарпатье и среднем Приднестровье. В пределах своего распространения на Украине вид является относительно многочисленным. Является одной из доминант пещерных скоплений рукокрылых в Крымском регионе. | Уязвимый                                | [ 53 ]     |
|                                           | Поздний кожан (Eptesicus serotinus)                | Распространён на всей территории Украины. Обычный вид западных областей, Подолья, Приднепровья. Реже встречается на Полесье и в высокогорных и степных малонаселённых ландшафтах. В горных районах Крыма и Карпат встречается в последние десятилетия. | Уязвимый                                | [ 54 ]     |
|                                           | Прудовая ночница (Myotis dasycneme)                | Вид встречается в большинстве областей Украины, включая южные — Одесскую, Николаевскую, Херсонскую и Донецкую. Вид редкий. | Исчезающий                              | [ 55 ]     |
|                                           | Рыжая вечерница (Nyctalus noctula)                 | Распространён на всей территории Украины. В местах размножения (лесных и лесостепных районах) — немногочисленный, местами обычный вид. С конца августа перелётные особи массово появляются в местах, где летом их было немного: в основном на юге страны. | Уязвимый                                | [ 56 ]     |
|                                           | Северный кожанок (Eptesicus nilssonii)             | На Украине проходит южная граница ареала, ареал ограничен западными и восточными областями. Карпатская популяция изолирована от северной части ареала. Доля вида в коллекциях рукокрылых не превышает 0,1 %. Все регистрации вида на Украине являются эпизодическими и свидетельствуют о крайне низкой численности, которая может быть оценена в несколько сот особей. | Редкий                                  | [ 57 ]     |
|                                           | Серый ушан (Plecotus austriacus)                   | По Украине проходит граница ареала, распространение ограничено преимущественно западными и приморскими областями. Численность крайне низкая, известно лишь около 50-70 находок, как летних, так и зимних, которые составляют до 1 % всех учтённых рукокрылых. Общий размер популяции оценён в несколько тысяч особей. | Редкий                                  | [ 58 ]     |
|                                           | Средиземноморский нетопырь (Pipistrellus kuhlii)   | С 1990-х годов распространён на всей территории Украины. С 1990 года численность вида на Украине увеличилась от очень редкого до немногочисленного, местами обычного вида урбанизированных ландшафтов. Значительно менее распространён в западных и северо-западных областях Украины. | Уязвимый                                | [ 59 ]     |
|                                           | Трёхцветная ночница (Myotis emarginatus)           | На Украине найдена в Крыму, Закарпатье и на Подолье. Редкий вид, для Украины известно только около 50 находок. | Исчезающий                              | [ 60 ]     |
|                                           | Усатая ночница (Myotis mystacinus)                 | На Украине распространение ограничено западными областями (alcathoe) и приморскими степями и горным Крымом (aurascens). Численность крайне низкая, на Украине известно лишь около 30-50 местонахождений. Доля вида в населении рукокрылых обычно составляет до 1 %, однако на Подолье она возрастает до 10 % и наибольшей является в Причерноморье (до 40 %). Общий размер популяции можно оценить в 10-30 тыс. особей. | Уязвимый                                | [ 61 ]     |
| Отряд Хищные (Carnivora)                  |                                                    | |                                         |            |
|                                           | Бурый медведь (Ursus arctos)                       | В настоящее время вид сохранился только в регионе Карпат. Заходы отдельных особей случаются на Полесье (Киевская и Сумская области). Численность не превышает 300 особей. Больше всего медведей в Закарпатской и Ивано-Франковской областях (до 200 особей), меньше во Львовской (до 50 особей) и Черновицкой (около 20 особей) областях. | Исчезающий                              | [ 62 ]     |
|                                           | Тюлень-монах (Monachus monachus)                   | На побережье Украины встречался в Крыму (мыс Тарханкут), острове Змеином, дельте Дуная. | Исчезнувший                             | [ 63 ]     |
|                                           | Выдра (Lutra lutra)                                | На Украине вид распространён везде, кроме Крыма. В конце 1980-х годов состоялось расширение ареала, южная граница которого переместилась в степную зону. В 1961 году было насчитано ~1,6 тыс., сейчас более 10 тыс. выдр. | Неоценённый                             | [ 64 ]     |
|                                           | Горностай (Mustela erminea)                        | На Украине распространён везде, кроме Крыма и некоторых степных районов. Численность неизвестна. В 1999 году в Дунайском заповеднике было насчитано 330—470 особей. На островах Кременчугского водохранилища, в Черноморском заповеднике, в дельте Днестра обитает по 10-50 животных. В Донецкой и Луганской областях численность оценивают в 500—600 особей. | Неоценённый                             | [ 65 ]     |
|                                           | Европейская норка (Mustela lutreola)               | Численность неизвестна. Ориентировочно на Украине обитают 200—300 особей. | Исчезающий                              | [ 66 ]     |
|                                           | Корсак (Vulpes corsac)                             | На Украине встречается только в Луганской области. Единственная популяция насчитывает не более 20 особей. | Редкий                                  | [ 67 ]     |
|                                           | Лесная кошка (Felis sylvestris)                    | Современный ареал на Украине охватывает Карпатский регион, отдельные районы Винницкой, Кировоградской и Одесской областей. В XVII—XVIII веках вид встречался в Карпатах, на Волыни и Сумщине. Численность оценивается в 400—500 особей; при этом большинство учтённых животных приходится на Закарпатскую область. | Уязвимый                                | [ 68 ]     |
|                                           | Лесной хорёк (Mustela putorius)                    | На Украине встречается везде, кроме Крыма. Смена численности: в 1930-х годах заготовка шкурок на Украине была на уровне 120 тыс. в год, в 1960-х годах составляла 2-3 тыс. Снижение численности продолжается и сейчас. | Неоценённый                             | [ 69 ]     |
|                                           | Обыкновенная рысь (Lynx lynx)                      | На Украине номинативная форма распространена на территории Полесья — отдельные районы Волынской, Житомирской, Киевской, Ровненской, Черниговской областей. Территория Украинского Полесья фактически представляет собой наиболее южную периферию равнинной популяции рыси в Европе. Карпатская встречается на территории Львовской, Закарпатской, Ивано-Франковской, Черновицкой областей. Сейчас в Карпатах численность оценивается в 350—400 особей. На территории Полесья — до 80-90 особей.                                                     | Редкий                                  | [ 70 ]     |
|                                           | Перевязка (Vormela peregusna)                      | На Украине распространена на территории Запорожской, Донецкой и Луганской областей. Численность около 100 особей. | Редкий                                  | [ 71 ]     |
|                                           | Степной хорёк (Mustela eversmanni)                 | Распространён на всей территории Украины, но во многих местах исчез. В 1970-х годах на Украине обитало около 30 тыс. особей. Сейчас плотность в Черкасской и Полтавской областях 0,1 на 1 тыс. га; в Луганском заповеднике <1 на 1 тыс. га; в Черноморском заповеднике — 12-15 хорьков. Сейчас больше всего животных обитает в Крыму, где сохранились участки степи. | Исчезающий                              | [ 72 ]     |

### Комментарии
1. 1 2 3 4 5 6 7 8 9 10 11 12 13 14 15 16 17 18 19 20 21 22  Бо́льшая часть Крымского полуострова с 2014 года является объектом территориальных разногласий между Россией, контролирующей спорную территорию, и Украиной, в пределах признанных большинством государств — членов ООН границ которой спорная территория находится. Согласно федеративному устройству России, на спорной территории Крыма располагаются субъекты Российской Федерации — Республика Крым и город федерального значения Севастополь. Согласно административному делению Украины, на спорной территории Крыма располагаются регионы Украины — Автономная Республика Крым и город со специальным статусом Севастополь.